# Raúl Valdés Vivó
Raúl Valdés Vivó (* 21. September 1929 in Mariel; † 9. November 2013 in Havanna) war ein kubanischer Diplomat und Publizist.

## Leben
Raúl Valdés Vivó trat 1946 in die Juventud Socialista ein, die Nachwuchsorganisation der Kommunistischen Partei Kubas (PCC, die damals zwischenzeitlich den Namen „Sozialistische Volkspartei“ trug). Von 1957 bis 1959 besuchte er die Internationale Lenin-Schule in Moskau, eine von der KPdSU betriebene Ausbildungsstätte für Kader der Komintern. Nach der Machtübernahme Fidel Castros 1959 wurde er stellvertretender Chefredakteur der Zeitschrift Hoy, dem offiziellen Organ der Partei, das 1965 in der Tageszeitung Granma aufging. Er schrieb Beiträge für die Zeitschriften Bohemia, Verde Olivo, Cuba Socialista, Juventud Rebelde und Unión.
Er war Rektor der Kaderschule der PCC Ñico López. Wissenschaftlich arbeitete er auf den Gebieten der Soziologie, der Wirtschaftswissenschaft, der Geschichte und der Philosophie. 1965 reiste er mit der Journalistin Marta Rojas, als Vertreter des Comité de Solidaridad con Vietnam nach Südvietnam.
1967 wurde er zum Botschafter in Phnom Penh ernannt. Gleichzeitig war er im Hauptquartier des Vietkong akkreditiert.

## Veröffentlichungen
- Reports from South Viet Nam, 1967
- Embajada en la Selva Y Antes: Paralelo 17, 1969
- Los negros ciegos, 1971
- La brigada y el mutilado, 1974
- Naranjas en Saigón, 1977
- Angola, fin del mito de los mercenarios, 1978
- Reacción disociativa, 1986
- Una Gota en el Torrente: Escalinata, Selva y Desierto, 200